# Bučický mlýn
První zmínka o Bučickém mlýně nalézajícím se na samotě u hráze Bučického rybníka pochází již z roku 1639. U mlýna byla i pila. V původní podobě sloužil zdejším necelých 300 let. Na začátku 20. století mlýn přestavěli a následně fungoval až do roku 1963. Poté až do roku 2000 chátral. V roce 2000 ho nynější majitel začal přebudovávat na romantický penzion s restaurací, kulisou větrného mlýna a s terasou nad hladinou rybníka (dostavěno 2004-2006).

## Galerie

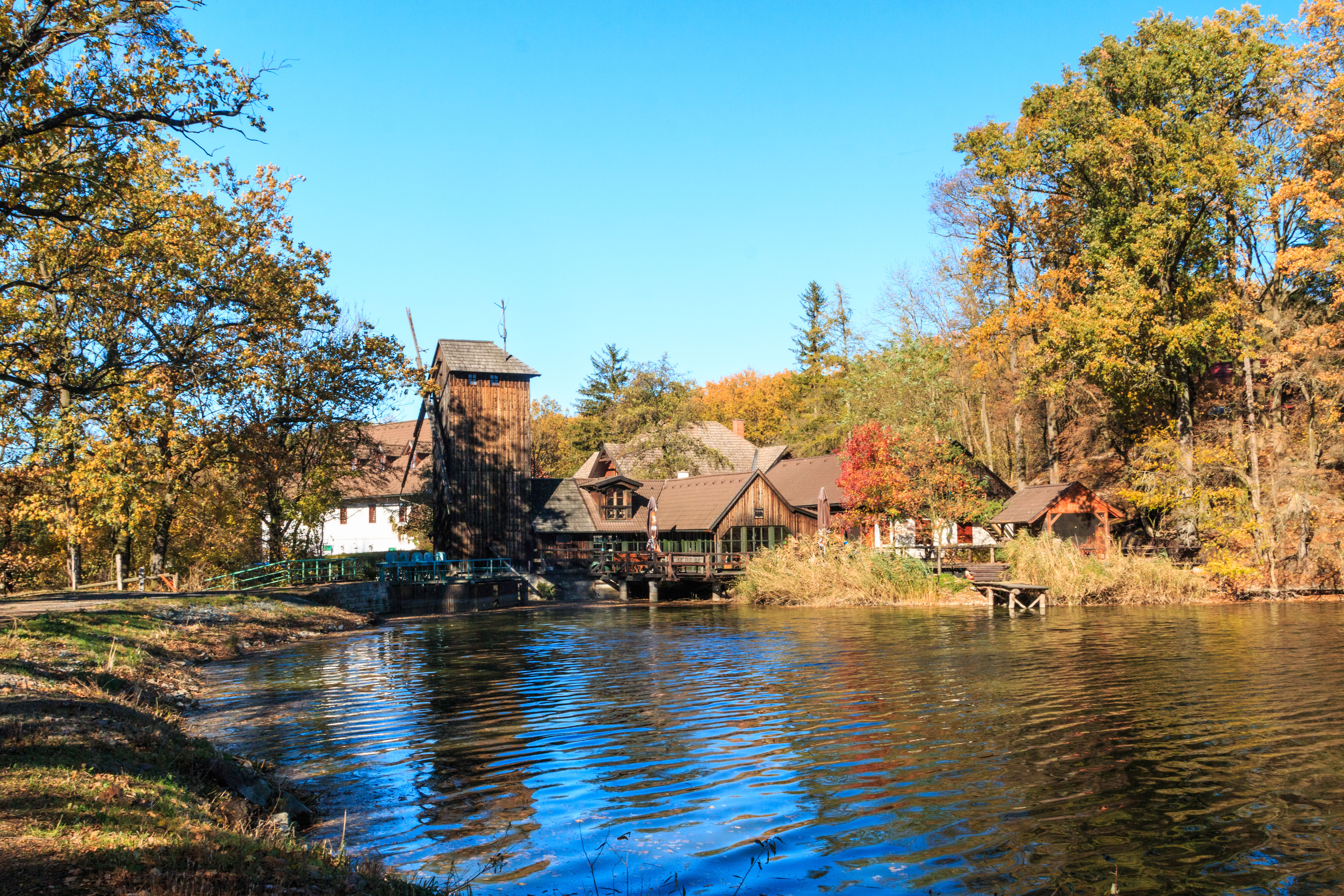
Pohled na penzion Bučický mlýn
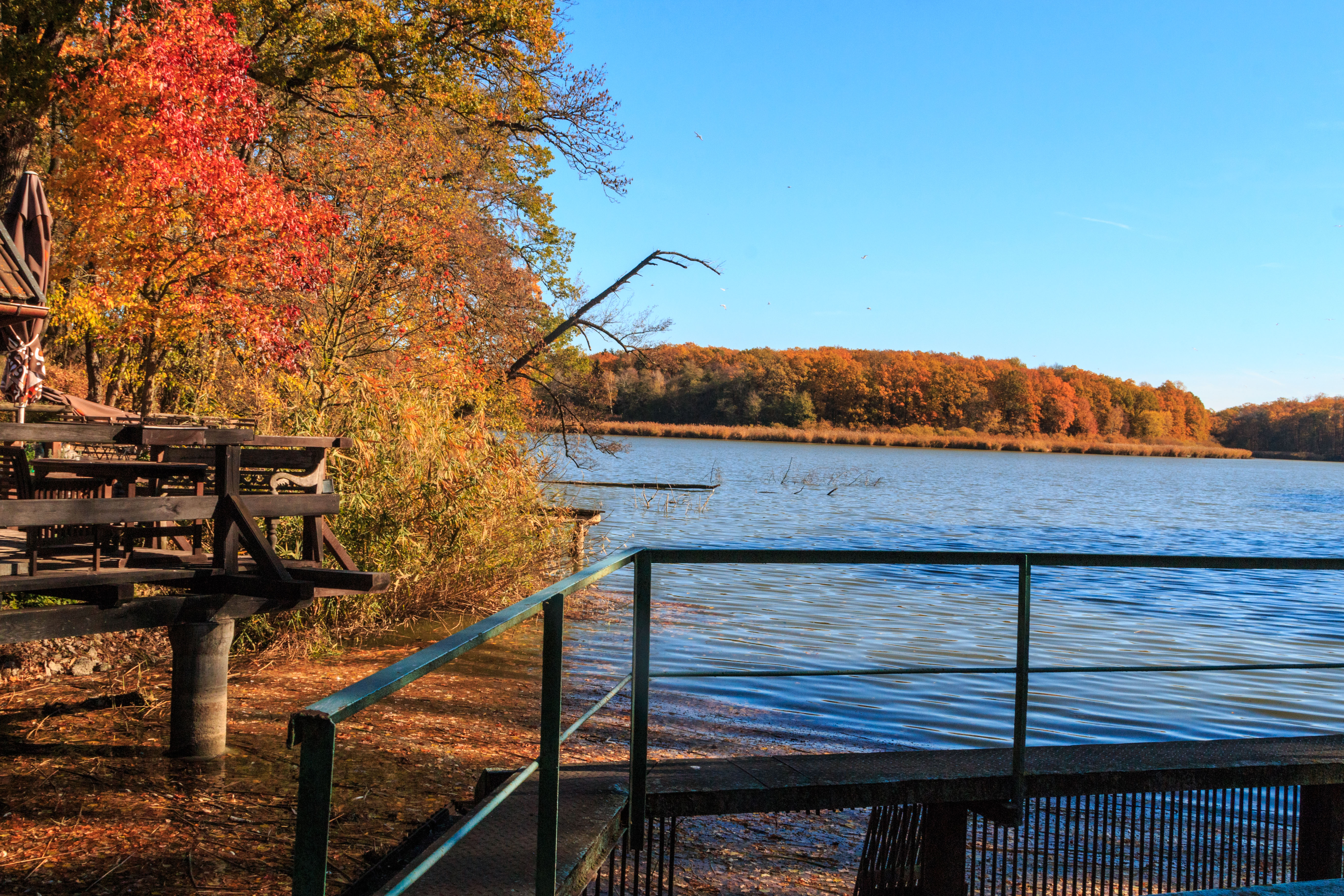
Náhon u Bučického mlýna